# Richibouctou
Pour les articles homonymes, voir Richibouctou (homonymie).
 (juin 2025).
Richibouctou (courant en français),,, ou Richibucto (officiel),,, est une ville canadienne et une ancienne municipalité du comté de Kent, dans le sud-est du Nouveau-Brunswick. Elle fait partie de la municipalité de Beaurivage depuis le 1er janvier 2023.
D'abord centrée sur la construction navale et l'exploitation forestière, son économie est désormais basée sur la pêche, la fabrication et les services. La ville est d'ailleurs le principal centre commercial du comté et son port est l'un des plus importants de la province.
Richibouctou possède un triple culture acadienne, anglaise et micmacque.

## Toponymie
La ville fut nommée Liverpool lorsqu'elle fut choisie chef-lieu du comté en 1826, en l'honneur de Robert Banks Jenkinson, 2e comte de Liverpool (1770-1828), Premier ministre du Royaume-Uni de 1812 à 1827. Elle prit le nom actuel en 1836, d'après la rivière Richibouctou. Le nom officiel est Richibucto, mais il est généralement épelé Richibouctou en français.
Richibouctou provient du micmac kitchipogteo ou gtjipotog et signifie « le grand feu ».

## Géographie
Richibuctou est situé au bord de la rivière du même nom, à une centaine de kilomètres au nord de Moncton.
La ville est généralement considérée comme faisant partie de l'Acadie.

## Municipalités limitrophes

### Géologie
Le sous-sol de Richibouctou est composé principalement de roches sédimentaires du groupe de Pictou datant du Pennsylvanien (entre 300 et 311 millions d'années).

### Logement
La ville comptait 665 logements privés en 2006, dont 600 occupés par des résidents habituels. Parmi ces logements, 60,0 % sont individuels, 5,8 % sont jumelés, 0,0 % sont en rangée, 2,5 % sont des appartements ou duplex et 23,3 % sont des immeubles de moins de cinq étages. Enfin, 6,7 % des logements entrent dans la catégorie autres, tels que les maisons-mobiles. 60,8 % des logements sont possédés alors que 39,2 % sont loués. 83,3 % ont été construits avant 1986 et 16,7 % ont besoin de réparations majeures. Les logements comptent en moyenne 6,2 pièces et 0,0 % des logements comptent plus d'une personne habitant par pièce. Les logements possédés ont une valeur moyenne de 89 084 $, comparativement à 119 549 $ pour la province.

## Histoire
Royaume de France (1682-1690)

 Royaume d'Angleterre (1690-1692)

 Royaume de France (1692-1763)

 Royaume de Grande-Bretagne (1763-1801)

 Royaume-Uni de Grande-Bretagne et d'Irlande (1801-1867)

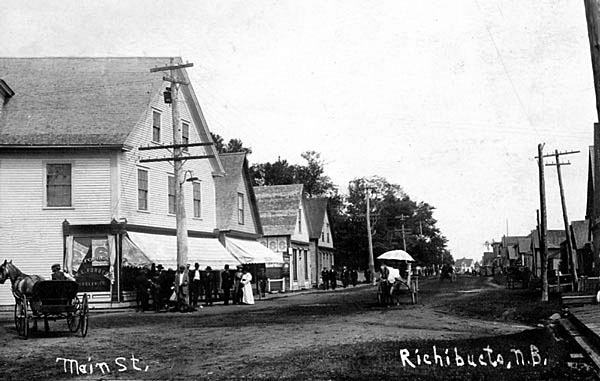
Rue principale de Richibouctou en 1910.

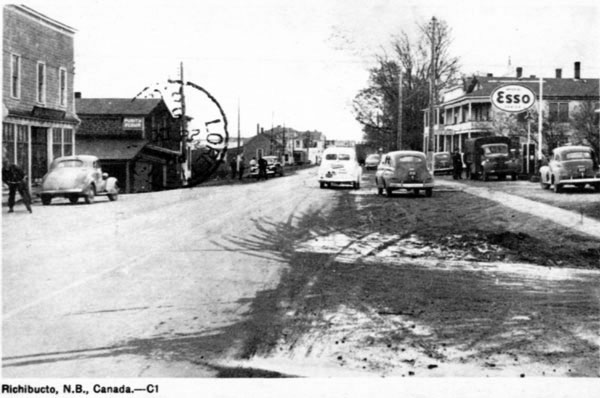
Rue principale de Richibouctou en 1940.

Richibouctou est situé dans le territoire historique des Micmacs, plus précisément dans le district de Sigenigteoag, qui comprend l'actuel côte Est du Nouveau-Brunswick, jusqu'à la baie de Fundy. Les Micmacs possèdent un important village et un fort en pieux, à Richibouctou même ou peut-être sur l'île Indian, mentionné pour la première fois par Nicolas Denys en 1672. C'est l'un des rares endroits où ils pratiquent l'agriculture, notamment de blé d'Inde et de citrouilles. De nos jours, les Micmacs habitent surtout à Elsipogtog et à Indian Island.
En 1682, Louis Damours de Chauffours achète trois arpents de terre probablement à Cap-de-Richibouctou et y construit un fort en pieux. Une seigneurie lui est concédée au même endroit en 1684. En 1755, au début de la Déportation des Acadiens, Richibouctou à proprement parler compte déjà quarante maisons. Des réfugiés s'installent à un endroit non déterminé, mais probablement sur le site de la ville, en 1760.
Solomon Powell, un Loyaliste de la vallée du fleuve Saint-Jean, s'établit avec ses frères et d'autres Loyalistes dans le haut de Richibouctou en 1787. Powell & Pagan développent un poste de traite et de construction navale très prospère, qui est longtemps le cœur économique de la région.
Les Acadiens fondent Richibouctou-Village et Aldouane en 1790. La mission catholique Saint-Charles-Boromée est établie à Petite-Aldouane en 1792. La paroisse Saint-Charles-Boromée y est érigée en 1800 et une église y est construite en 1821. Une église est toutefois construite à Richibouctou, sur le site actuel du cimetière, mais beaucoup de paroissiens se rendent à Petite-Aldouane.
Après 1818, de nombreux immigrants d'Écosse et d'Irlande, surtout du Nord, s'établissent à Richibouctou. Cette immigration massive explique la population principalement anglophone de l'arrière-pays, notamment la paroisse de Weldford. En 1822 et en 1823, une grande partie de la réserve indienne de Richibouctou est ouverte à la colonisation afin d'accueillir ces nouveaux arrivants.
En 1825, Richibouctou est touché par les Grands feux de la Miramichi, qui dévastent entre 10 000 km2 et 20 000 km2 dans le centre et le nord-est de la province et tuent en tout plus de 280 personnes,. Le bureau de poste est ouvert en 1825.
En 1826, Richibouctou devient le chef-lieu du comté de Kent. Le plan de la ville est tracé en 1829. Grâce au commerce du bois, la ville atteint son apogée en 1850.
En 1861, l'église de Petite-Aldouane est abandonnée et on sépare la paroisse en deux, avec une église à Saint-Charles et une autre à Richibouctou. La paroisse Saint-Louis-de-Gonzague de Richibouctou est d'abord desservie par des missionnaires de Saint-Louis puis de Saint-Charles. En 1864, une nouvelle église est inaugurée.
Les Anglais développent les industries de la construction navale, de la conserverie de homard, de l'exploitation forestière, du tourisme et de l'exportation du bois vers l'Angleterre, faisant du port le troisième en importance au Nouveau-Brunswick au XIXe siècle. Des centaines de navires construits dans des chantiers navals comme le Richibucto Liverpool Shipyard assoient la réputation de la ville. Vers la fin du siècle, les principales familles marchandes sont les Cunard, Desbrisay, Jardine, Noble, O'Leary et Powell.
Des promoteurs voulant exporter le charbon extrait des mines le long du chemin de fer Intercolonial par le port de Richibouctou entament la construction du chemin de fer Kent Northern, qui est inauguré sept ans plus tard en 1883. Des rails en fer usagés provenant de l'Île-du-Prince-Édouard sont utilisés pour sa construction. Le chemin de fer n'a pas l'utilité escomptée. Un train mixte circule toutefois sur la voie et un embranchement est exploité jusqu'à Saint-Louis-de-Kent jusqu'en 1900.
Richibouctou obtient un premier curé résident en 1884. En 1898, Richibouctou compte déjà 15 magasins, 3 hôtels, une manufacture de calèches, une scierie à vapeur, une tannerie et des homarderies. Il y a également deux phares et quatre églises.
Au XXe siècle, l'économie de Richibouctou se recentre sur le commerce de détail et la pêche.
L'église Saint-Louis-de-Gonzague est agrandie en 1907. La caisse populaire de Richibouctou, la première en Acadie, est fondée en 1916 mais n'a pas de succès. Une nouvelle Caisse populaire de Richibouctou est fondée en 1939. Une nouvelle école est inaugurée en 1949. Un centre d'emploi et d'immigration ouvre ses portes en 1969.
Le chemin de fer est abandonné en 1984 et démantelé deux ans plus tard. Richibouctou est constitué en municipalité le 1er juillet 1985.
L'école Soleil-Levant est inaugurée en 1991. Richibouctou est l'une des neuf villes hôtesses du 1er Congrès mondial acadien, en août 1994. La ville accueille la XVIe finale des Jeux de l'Acadie en 1995. La caisse fusionne avec celle de Richibouctou-Village en 2000 pour former la Caisse populaire Kent-Centre, à laquelle s'ajoute celle de Rogersville en 2001. L'aréna J.-Charles-Daigle est détruit dans un incendie le 10 décembre 2009. Un chapiteau est inauguré à cet endroit en 2011.
Le 1er janvier 2023, la ville est fusionnée avec le village de Saint-Louis-de-Kent pour former la municipalité de Beaurivage, dans le cadre de la réforme territoriale de la province.

## Démographie
La ville comptait 1 290 habitants en 2006, soit une baisse de 3,8 % en cinq ans. Il y a en tout 600 ménages dont 410 familles. Les ménages comptent en moyenne 2,1 personnes tandis que les familles comptent en moyenne 2,5 personnes. Les ménages sont composés de couples avec enfants dans 13,3 % des cas, de couples sans enfants dans 33,3 % des cas et de personnes seules dans 29,2 % des cas alors que 24,2 % des ménages entrent dans la catégorie autres (familles monoparentales, colocataires, etc.). 63,4 % des familles comptent un couple marié, 8,5 % comptent un couple en union libre et 28,0 % sont monoparentales. Dans ces dernières, une femme est le parent dans 87,0 % des cas. L'âge médian est de 48,1 ans, comparativement à 41,5 ans pour la province. 86,0 % de la population est âgée de plus de 15 ans, comparativement à 83,8 % pour la province. Les femmes représentent 50,8 % de la population, comparativement à 51,3 % pour la province. Chez les plus de 15 ans, 32,0 % sont célibataires, 46,4 % sont mariés, 5,4 % sont séparés, 7,2 % sont divorcés et 9,0 % sont veufs. De plus, 10,4 % vivent en union libre.
| 1871 | 1881 | 1891 | 1901 | 1911 | 1921 | 1931 |
| ---- | ---- | ---- | ---- | ---- | ---- | ---- |
| 800  | -    | -    | -    | -    | -    | -    |

| 1941 | 1951 | 1956 | 1961 | 1966 | 1971 | 1976 |
| ---- | ---- | ---- | ---- | ---- | ---- | ---- |
| -    | -    | -    | -    | -    | -    | -    |

| 1981  | 1986  | 1991  | 1996  | 2001  | 2006  | 2011  |
| ----- | ----- | ----- | ----- | ----- | ----- | ----- |
| 1 722 | 1 609 | 1 469 | 1 414 | 1 341 | 1 290 | 1 286 |

| 2016  | 2021  | - | - | - | - | - |
| ----- | ----- | - | - | - | - | - |
| 1 266 | 1 411 | - | - | - | - | - |

Les autochtones représentent 5,4 % de la population et personne fait partie d'une minorité visible. Les immigrants représentent 1,9 % de la population et il n'y a pas de résidents permanents. Tous les habitants ont la citoyenneté canadienne et 94,7 % des habitants âgés de plus de 15 ans sont issus de familles établies au Canada depuis trois générations ou plus. En date du 16 mai 2006, 82,1 % des gens avaient la même adresse depuis au moins un an alors que 14,4 % habitaient auparavant ailleurs dans la même ville, que 1,2 % habitaient ailleurs dans la province, que 1,6 % habitaient ailleurs au pays et que 0,8 % habitaient ailleurs dans le monde. À la même date, 61,6 % des gens avaient la même adresse depuis au moins cinq ans alors que 20,8 % habitaient auparavant ailleurs dans la même ville, que 14,4 % habitaient ailleurs dans la province, que 3,2 % habitaient ailleurs au pays et que 0,8 % habitaient ailleurs dans le monde.
La langue maternelle est le français chez 67,8 % des habitants, l'anglais chez 30,6 % et les deux langues chez 1,2 % alors qu'il n'y a pas d'allophones. Les deux langues officielles sont comprises par 79,8 % de la population alors que 5,4 % des habitants sont unilingues francophones, que 14,3 % sont unilingues anglophones et que personne ne connait ni l'anglais ni le français. Le français est parlé à la maison par 62,8 % des gens, l'anglais par 35,7 % et les deux langues officielles par 1,6 %. Le français est utilisé au travail par 50,8 % des travailleurs et l'anglais par 41,7 % alors que 2,3 % des travailleurs utilisent les deux langues officielles.
| Évolution des langues maternelles (en %) | Légende                                                         |
| ---------------------------------------- | --------------------------------------------------------------- |
|                                          | - Français - Anglais - Anglais et français - Autre(s) langue(s) |
| Sources,:                                |                                                                 |

Chez les plus de 15 ans, 49,3 % n'ont aucun certificat, diplôme ou grade, 18,2 % ont uniquement un diplôme d'études secondaires ou l'équivalent et 32,0 % détiennent aussi un certificat, un diplôme ou un grade post-secondaire; par comparaison, ces taux s'élèvent à 29,4 %, 26,0 % et 44,6 % au provincial. Parmi la même tranche d'âge, 10,7 % des gens possèdent un diplôme d'un programme d'un an au CCNB ou l'équivalent, 9,3 % détiennent un diplôme d'un programme de trois ans au CCNB ou l'équivalent, 4,0 % ont un diplôme ou un certificat universitaire inférieur au baccalauréat et 8,0 % ont un certificat, un diplôme ou un grade universitaire plus élevé. Parmi ces diplômés, 13,7 % sont formés en enseignement, aucun en arts ou en communications, aucun en sciences humaines, aucun en sciences sociales ou en droit, 31,5 % en commerce, en gestion ou en administration, 4,1 % en sciences et technologies, 4,1 % en mathématiques ou en informatique, 9,6 % en architecture, en génie ou dans des domaines connexes, 9,6 % en agriculture, en ressources naturelles ou en conservation, 8,2 % en santé, parcs, récréation ou conditionnement physique, 16,4 % en services personnels, de protection ou de transport et aucun dans d'autres domaines. Les diplômés post-secondaires ont terminé leurs études à l'extérieur du pays dans 2,7 % des cas.

## Économie

### Travail et revenu
Le recensement de 2006 de Statistique Canada fournit aussi des données sur l'économie. Chez les habitants âgés de plus de 15 ans, le taux d'activité était alors de 51,8 %, le taux d'emploi était de 43,4 % et le taux de chômage était de 16,2 % ; à titre de comparaison, ceux de la province étaient respectivement de 63,7 %, 57,3 % et 10,0 %.
Chez les personnes âgées de 15 ans et plus, 640 ont déclaré des gains et 1 085 ont déclaré un revenu en 2005. 87,2 % avaient aussi déclaré des heures de travail non rémunérées. Le revenu médian s'élevait alors à 16 541 $ avant et à 16 024 $ après impôt, comparativement à la moyenne provinciale de 22 000 $ avant et 20 063 $ après impôt; les femmes gagnaient en moyenne 1 592 $ de moins que les hommes après impôt, soit 14 432 $. En moyenne, 56,4 % du revenu provenait de gains, 29,9 % de transferts gouvernementaux et 13,8 % d'autres sources. 13,6 % de toutes les personnes dans les ménages avaient un faible revenu après impôt, une proportion montant à 23,3 % pour les moins de 18 ans.
Parmi la population active occupée, 7,1 % des gens travaillaient à domicile, aucun ne travaillaient à l'extérieur du pays, 13,3 % n'avaient pas de lieu de travail fixe et 79,6 % avaient un lieu de travail fixe. Parmi les travailleurs ayant un lieu de travail fixe, 51,3 % travaillaient en ville, 30,8 % travaillaient ailleurs dans le comté, 17,9 % travaillaient dans un autre comté et aucun ne travaillaient dans une autre province.

### Principaux secteurs
En 2006, on dénombrait 10,3 % des emplois dans l'agriculture, la pêche et les autres ressources, 5,2 % dans la construction, 24,1 % dans la fabrication, 6,0 % dans le commerce de gros, 4,3 % dans le commerce de détail, 1,7 % dans la finance et l'immobilier, 12,1 % dans la santé et les services sociaux, 1,7 % dans l'éducation, 12,9 % dans les services de commerce et 23,3 % dans les autres services.
Richibouctou est le principal centre commercial du comté de Kent. La ville compte une variété de commerce, incluant une succursale d'Alcool NB et des institutions financières. Le siège-social de la Caisse populaire Kent-Centre, membre des Caisses populaires acadiennes, est situé en ville. La caisse possède trois succursales, a un actif de 65 millions $ en 2009 et compte près de 7 000 membres.
Le port de pêche semi-hauturière est l'un des plus importants de la province et compte une centaine de bateaux ainsi qu'environ 300 pêcheurs. La principale pêche est celle du homard mais on y pêche aussi du crabe. Le port de pêche et la marina sont gérées par l'administration portuaire de Richibouctou.
Richibouctou compte un parc industriel axé sur le secteur manufacturier et possédant de nombreux terrains disponibles. L'usine d'Imperial Maufacturing Group compte environ 500 employés. L'entreprise fabrique des équipements de chauffage, d'air climatisé, de ventilation et des matériaux de construction. Une usine du groupe J.D. Irving, comptant 55 employés, fabrique des produits de papier spécialisés. La ville compte d'autres industries comme un fabricant de charpentes en bois et un fabricant de portes et fenêtres.
La Chambre de commerce de Kent-Centre est basée à Richibouctou et compte une quarantaine de membres. La Corporation d'amélioration des affaires a été fondée en 1989 par la municipalité et contribue à développer le centre-ville; elle a investi plus d'un million de dollars depuis sa fondation. Entreprise Kent, membre du Réseau Entreprise, a la responsabilité du développement économique.

## Politique et administration

### Conseil municipal
Richibouctou est le chef-lieu du comté de Kent depuis sa création en 1814.
Le conseil municipal était formé d'un maire et de quatre conseillers élus pour un mandat de quatre ans.
Anciens conseils municipaux
Le 12 mai 2008, le maire sortant, Meldric Mazerolle, est élu par acclamation. Il meurt en fonction en 2010. Le nouveau maire, Roger Doiron, est élu par acclamation lors d'une élection partielle tenue le 9 mai 2011. Le conseil municipal suivant est élu lors des élections du 14 mai 2012. Les élections suivantes ont lieu le 10 mai 2016.
| Mandat      | Fonctions            | Nom(s)                                                                    |
| ----------- | -------------------- | ------------------------------------------------------------------------- |
| 2012 - 2016 | Maire                | Roger Doiron                                                              |
| 2012 - 2016 | Conseillers généraux | Martin F. Leblanc, Gérard (Coco) Richard, Stella Richard, Dwayne Thompson |

| Mandat      | Fonctions   | Nom(s)                                                                      |
| ----------- | ----------- | --------------------------------------------------------------------------- |
| 2008 - 2012 | Maire       | Roger Doiron                                                                |
| 2008 - 2012 | Conseillers | Allan L. Larin, Martin F. Leblanc, Rodolphe Monette, Gérard (Coco) Richard. |

| Période | Période | Identité             | Étiquette    | Qualité |
| ------- | ------- | -------------------- | ------------ | ------- |
| 1969    | 1974    | Frank D. Savoy       | Indépendant  |         |
| 1974    | 1977    | Charles Daigle       | Indépendant  |         |
| 1977    | 198?    | Paul-Émile Leblanc,  | Indépendant  |         |
|         | 2004    | Gary J. Fontaine     | Indépendant  |         |
| 2004    | 2010    | Meldric J. Mazerolle | Indépendant  |         |
| 2011    | 2021    | Roger Doiron         | Indépendant  |         |
| 2021    | 2022    | Stella M. Richard    | Indépendante |         |

### Commission de services régionaux
Richibouctou faisait partie de la commission de services régionaux (CSR) 6, créée en 2013,. Richibouctou était représenté au conseil par son maire. Les services obligatoirement offerts par les CSR sont l'aménagement régional, la gestion des déchets solides, la planification des mesures d'urgence ainsi que la collaboration en matière de services de police, la planification et le partage des coûts des infrastructures régionales de sport, de loisirs et de culture.

## Vie locale

### Éducation
La ville compte deux écoles publiques francophones. Les élèves vont tout d'abord à l'école Soleil Levant de la maternelle à la 8e année avant de poursuivre leurs études jusqu'en 12e année ailleurs, bien qu'il y aussi le Centre de formation secondaire de Richibouctou, qui possède un programme alternatif. Après avoir fréquenté l'école à Rexton, les élèves anglophones vont à l'école intermédiaire Eleanor W. Graham de la 8e à la 12e année. C'est une école publique faisant partie du district scolaire #16.
Richibouctou possède aussi une bibliothèque publique.
Richibouctou était le siège du district scolaire 11 jusqu'à la réforme de 2012. Il regroupait toutes les écoles francophones de Miramichi au nord à Cap-Pelé au sud, soit la totalité du comté de Kent ainsi que des parties du comté de Westmorland et de Northumberland.

### Autres services publics
Richibouctou possède une caserne de pompiers et un bureau de poste.
La ville possède un poste de la Gendarmerie royale du Canada. Il est le siège du district 5, qui regroupe le comté de Kent et le sud-est du comté de Northumberland.
Richibouctou est le siège d'un tribunal de la Cour provinciale du Nouveau-Brunswick. Il possède un tribunal satellite à Shédiac.
Le Centre de santé mentale communautaire est situé sur le boulevard Cartier. Plus de services sont offerts à l'hôpital Stella-Maris-de-Kent, à Sainte-Anne-de-Kent.

### Médias
Richibouctou est desservi par le quotidien francophone L'Acadie nouvelle, de Caraquet, alors que l'hebdomadaire L'Étoile est publié en ville. Les quotidien anglophones Times & Transcript de Moncton et Telegraph-Journal de Saint-Jean sont également distribués en ville.

### Parcs, sports et loisirs
Le principal organisme communautaire de la ville est le Conseil récréatif, fondé en 1985. Le Club des jeunes possède un local, ouvert le vendredi soir et le dimanche. La ville compte plusieurs autres organismes communautaires, dont le Club Richelieu, fondé en 1953.
Le parc municipal Jardine compte une plage d'eau salée non surveillée avec vestiaire, toilettes, douches, terrain de stationnement, piscines, cantine, terrain de camping, terrain de jeux et aire de pique-nique. Richibouctou a organisé la XXXIVe finale des Jeux de l'Acadie, en 2013, conjointement avec Saint-Louis-de-Kent. La ville compte également le parc Louis-J.-Robichaud, des terrains de baseball, des terrains de tennis, un planchodrome (skatepark) et un sentier le long de la rivière Richibouctou. Il y a de plus une marina, accueillant une soixantaine de bateaux de plaisance et comptant plusieurs services. Le gymnase de l'école est ouvert à tous les mardis soir.

### Religion
L'église Saint-Louis-de-Gonzague est une église catholique romaine faisant partie de l'archidiocèse de Moncton.

## Culture
Richibouctou est une ville multiculturelle, comptant à la fois des communautés acadiennes, anglaises et micmacques anciennes. La société culturelle Kent-Nord, basée en ville, existe depuis 1977. La ville compte plusieurs artistes.

### Personnalités

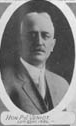
Peter Veniot.

- William Chandler (1804-1856), avocat, fonctionnaire et juge, mort à Richibouctou ;
- James Hannay (1842-1910), avocat, rédacteur en chef et auteur, né à Richibouctou ;
- John Livingston (1837-1894), journaliste et éditeur ;
- Murray MacLaren (1861-1942), médecin et homme politique, né à Richibouctou ;
- George McLeod (1836-1905), armateur, constructeur de navire, fabricant, marchand de bois et homme politique, né à Richibouctou ;
- Henry Powell (1855-1930), homme politique né à Richibouctou ;
- John P. Tenass (1849-1928), chef micmac, né près de Richibouctou ;
- Peter Veniot (1863-1926), premier ministre du Nouveau-Brunswick, né à Richibouctou ;
- Charles Wesley Weldon (1830-1896), avocat et homme politique, né à Richibouctou ;
- Jeanne d'Arc Gaudet (1947-), universitaire, née à Richibouctou.

### Architecture et monuments

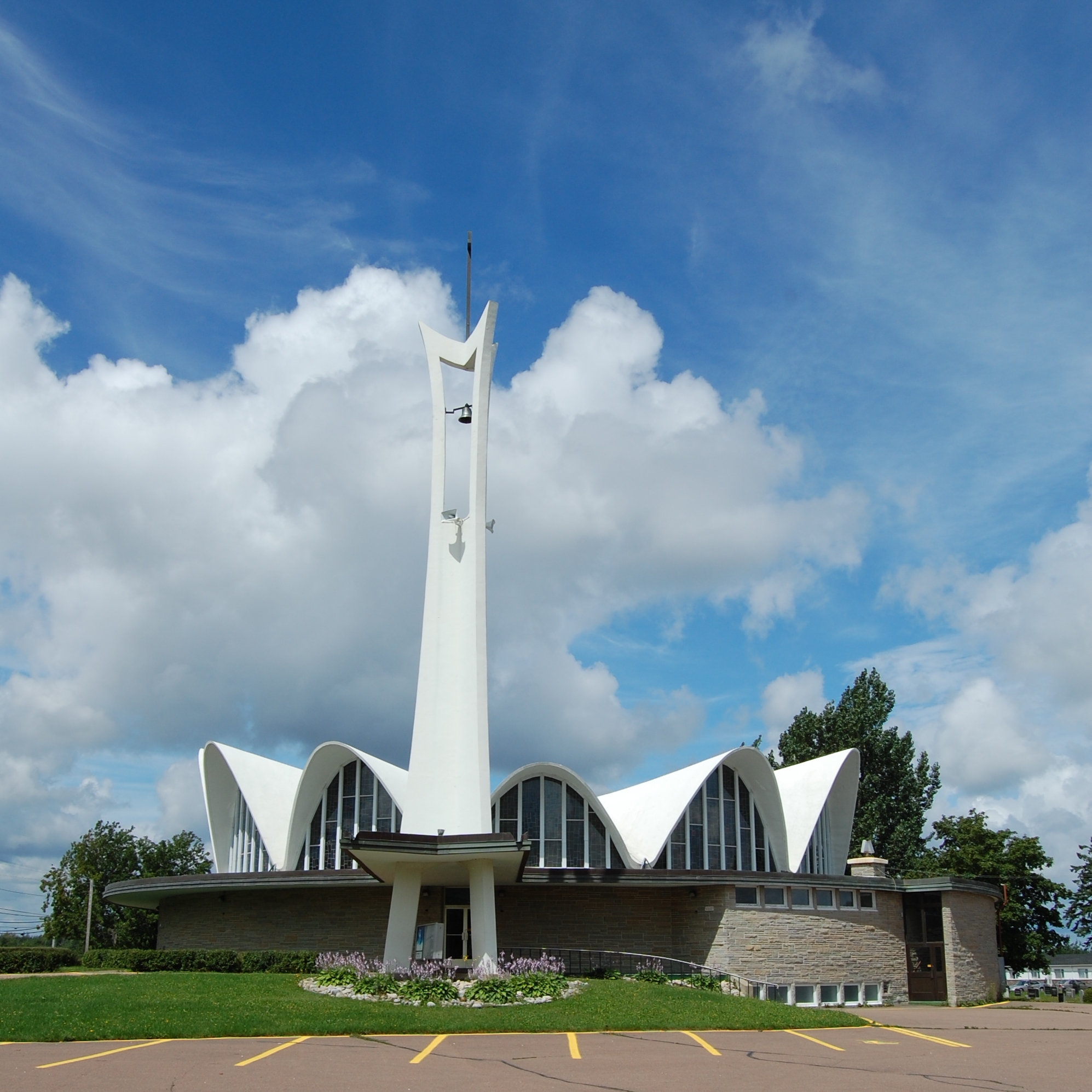
Église catholique Saint-Louis-de-Gonzague

Les édifices de Richibouctou sont surtout de style acadien traditionnel, avec une charpente en bois. La maison Babineau, construite en 1848, est représentative des maisons acadiennes de l'époque, avec une finition intérieure relativement raffinée mais toujours construites selon la méthode pièce sur pièce, avec des attaches en coulisses, c'est-à-dire avec des tenons et des mortaises. La municipalité reconnait 13 lieux patrimoniaux. Le comité du centre-ville, fondé en 2006, fournit des subventions pour la réfections des façades et l'aménagement paysager des édifices du centre-ville.
L'église Saint-Louis-de-Gonzague, construite en 1965, est l'un des chefs-d'œuvre des architectes Bélanger & Roy, de Moncton, en plus d'être l'un des meilleurs exemples du style moderne dans la province. L'édifice, dont la décoration a été conçue par l'architecte Arcade Albert, est inspiré du restaurant Los Manantiales de Xochimilco, au Mexique, conçu par Félix Candela en 1958. L'église possède un plan rond, avec une grande nef ouverte entourée de pièces plus petites. Le toit consiste en une mince coquille de béton blanc, composé de douze voûtes paraboloïdes de hauteurs variées supportées par un mur de calcaire couvert de pierres. L'édifice principal est relié par un mince auvent à un campanile dont le fini est en stuc blanc. Des vitraux jaunes et bleus aux formes géométriques remplissent les voûtes,.
- Amas de l'est[66].
- Maison McLeod-Mundle[67].
- Temple maçonnique[68].
- Pharmacie Camille Bordage[69].
- Église presbytérienne[70].
- Maison Lestock DesBrisay[71].
- Maison Henry O'Leary[72].
- Propriété Daniel O’Leary[73].
- Résidence Télesphore Arsenault[74].
- Banque Royale[75].
- Maison Dr Lawrence McLaren[76].
- Maison Bourque-Robichaud[77].
- Résidence Renzetta[78].
- Maison John Stevenson[79].

### Fêtes et traditions
Le Carnaval d'hiver, d'une durée de quatre jours en février, est organisé depuis 2004 et compte plusieurs activités comme des promenades en traineaux, des déjeuners collectifs, et des jeux d'adresse. Le festival des bannières du Nouveau-Brunswick a lieu de la mi-juin à la mi-septembre à Richibouctou mais aussi à Rexton et à Saint-Louis-de-Kent, et ce depuis 2008. Des bannières sont alors exposées par les résidents, selon un thème déterminé. Le festival des pétoncles existe depuis 1970; l'édition 2012 sera organisée à la deuxième semaine de juillet. Les festivités incluent des spectacles de musique, une danse, un bazar sur la rue Principale, une parade de bateaux illuminés et un feu d'artifice. Le Fitnik a lieu à chaque fête du Nouveau-Brunswick, le premier lundi d'août. Les activités incluent alors un pique-nique, de la musique et une plantation d'arbres honorant des personnalités locales. Différents organismes ont créé le Tournoi de golf jeunesse de Richibouctou – en réalité disputé à Saint-Ignace – en septembre 2007. Un parade de Noël a lieu à chaque année.

### Gastronomie
Richibouctou compte une vingtaine de restaurants et de crèmeries, permettant de déguster de la cuisine anglaise, acadienne, américaine, québécoise, italienne et vietnamienne. Les spécialités locales incluent des plats de fruits de mer.

### Langues
Selon la Loi sur les langues officielles, Richibouctou est officiellement bilingue puisque l'anglais et le français sont tous deux parlés par plus de 20 % de la population. La langue la plus parlée est le français mais il y a aussi de l'anglais et du micmac. Les panneaux de bienvenue de la ville incluent les trois langues. La ville n'a pas de règlement sur l'affichage et il y a des affiches bilingues, unilingues anglophones ou unilingues francophones.

### Galeries et musées
Le Centre d'interprétation et d'information de Richibouctou est consacré à l'histoire et à la culture de la ville. Il compte une fresque illustrant la période de 1835 à 1950.
La collection Le Cercle des chefs, du peintre Donald McGraw, est exposée à Richibouctou.

### Richibouctou dans la culture
Richibouctou fait l'objet d'un poème dans le recueil de poésie La terre tressée, de Claude Le Bouthillier. La localité fait partie du « pays de la Mariecomo », comprenant la côte entre Richibouctou au nord et Cap-Pelé au sud, dans le roman La Mariecomo de Régis Brun.